# Puebla del Brollón (parroquia)
Puebla del Brollón (llamada oficialmente San Pedro da Pobra do Brollón) es una parroquia y una villa española del municipio de Puebla del Brollón, en la provincia de Lugo, Galicia. La villa es la capital del municipio.

## Otras denominaciones
La parroquia también es conocida por los nombres de San Pedro de Pobra do Brollón y San Pedro de Puebla del Brollón.

## Geografía
Limita con las parroquias de Castrosante y Saá por el norte, Lamaiglesia al este, Castroncelos al sureste y Cereixa al suroeste y oeste.
| Noroeste: Cereixa | Norte: Castrosante y Saá | Noreste: Saá          |
| Oeste: Cereixa    |                          | Este: Lamaiglesia     |
| Suroeste: Cereixa | Sur: Castroncelos        | Sureste: Castroncelos |

## Organización territorial
La parroquia está formada por cinco entidades de población, constando cuatro de ellas en el nomenclátor del Instituto Nacional de Estadística español:
- Arribas
- Brollón (O Brollón)
- Fontela
- Puebla del Brollón (A Pobra do Brollón)
- San Adrián (Santo Adrián)

## Demografía

### Parroquia
| Gráfica de evolución demográfica de Puebla del Brollón (parroquia) entre 2000 y 2020 |
|                                                                                      |
| Datos según el nomenclátor publicado por el INE.                                     |

### Villa
| Gráfica de evolución demográfica de Puebla del Brollón (villa) entre 2000 y 2020 |
|                                                                                  |
| Datos según el nomenclátor publicado por el INE.                                 |

## Patrimonio artístico
- Iglesia de San Pedro.

## Festividades
Las fiestas de la parroquia se celebran, en honor al Corpus Christi, en el mes de junio. También se celebran a finales de ese mes las fiestas de San Pedro.